# Tafana riveti
Tafana riveti là một loài nhện trong họ Anyphaenidae.
Loài này thuộc chi Tafana. Tafana riveti được miêu tả năm 1903 * bởi Eugène Simon.